# Бучуківці
Бучуківці (болг. Бучуковци) — село (поселення) в Габровській області Болгарії, підпорядковане общині Дряново. В селі налічується 7 мешканців.